# Вита, Хелен
Хеле́н Ви́та Элиза́бет Ра́йхель-Ба́умгартнер (нем. Helene Vita Elisabeth Reichel-Baumgartner; 7 августа 1928, Хохеншвангау, Германия — 16 февраля 2001, Берлин, Германия) — швейцарская певица

 в жанре шансон, актриса

 и комедиантка. 

## Биография
Хелен Вита Элизабет Райхель-Баумгартнер родилась 7 августа 1928 года в Хохеншвангау (Германия). Её отец был концертмейстером, а мать — виолончелисткой. В 1939 году семья была вынуждена покинуть Германию и отправилась в родную страну отца Швейцарию.
После учёбы в консерватории де Женев дебютировала на сцене в Париже (1946).
В 1956 году Хелен вышла замуж за кинокомпозитора Вальтера Баумгартнера (1904—1997), у них родилось два сына.
В 1966 году Вита записала «Freche Chansons aus dem alten Frankreich», традиционный французский шансон, переведенный на немецкий язык. Явное содержание песен находилось под пристальным вниманием судов в Германии до протестов 1968 года.
Считалась одной из самых популярных артистов кабаре в Германии и исполнителем шансона, выступая на сцене, в основном, с пианистом Полем Кляйном до его смерти в 1989 году.
В 1990-х годах, вместе с Эвелин Кюннеке и Бригиттой Мирой, гастролировала с успешным сценическим шоу «Drei alte Schachteln» («Три старых сумки»). 
3 октября 1997 года 92-летний супруг Виты скончался. Меньше чем через четыре года, 16 февраля 2001, 72-летняя Хелен скончалась от рака в Берлине.